# مراوکس (لوئیزیانا)
مراوکس (به انگلیسی: Meraux) شهری در ایالت لوئیزیانا کشور ایالات متحده آمریکا است که جمعیت آن در سرشماری سال ۲۰۱۰ میلادی، ۵٬۸۱۶ نفر بوده‌است.